# Olivella (rione storico di Palermo)
L'Olivella è una zona centrale di Palermo.

## Geografia
Il Quartiere Olivella, si trova a pochi passi dal Teatro Massimo, nel quartiere storico de La Loggia è compreso da un quadrilatero composto dalle vie: Cavour, Roma, Maqueda e Bandiera.

## Storia
Nel rione si trova la storica Chiesa di Sant'Ignazio all'Olivella. Il sito dovrebbe riprendere la sede originaria dell'abitazione di Santa Rosalia.

## Stato attuale
Attualmente il rione dell'Olivella è il vero punto di ritrovo per la maggior parte di ragazzi palermitani e non, infatti è molto frequentata da studenti universitari provenienti da ogni parte della Sicilia e anche da moltissimi turisti, vista la posizione centrale in cui si trova. Negli ultimi anni c'è stato un aumento esponenziale dei locali (pub, ristoranti, rosticcerie) che si sono affiancati a precedenti locali più conosciuti.